# Јаснић Брдо
Јаснић Брдо је насељено мјесто у општини Крњак, на Кордуну, Карловачка жупанија, Република Хрватска.

## Историја
Јаснић Брдо се од распада Југославије до августа 1995. године налазило у Републици Српској Крајини. До територијалне реорганизације насеље се налазило у саставу бивше велике општине Карловац.

## Становништво
Јаснић Брдо је према попису из 2011. године имало 10 становника.
| Националност       | 1991. | 1981. | 1971. | 1961. |
| Срби               | 42    | 45    | 52    | 67    |
| остали и непознато |       |       |       |       |
| Укупно             | 42    | 45    | 52    | 67    |

| Демографија | Демографија | Демографија |
| Година      | Становника  | Становника  |
| ----------- | ----------- | ----------- |
| 1961.       | 67          |             |
| 1971.       | 52          |             |
| 1981.       | 45          |             |
| 1991.       | 42          |             |
| 2001.       | 8           |             |
| 2011.       |             | 10          |